# Fortunino Matania
Pour les articles homonymes, voir Matania.
Fortunino Matania (né le 16 avril 1881 à Naples et mort le 8 février 1963) est un peintre italien connu pour ses représentations réalistes et historiques, notamment ses illustrations en noir et blanc riches en détails.

## Biographie
Fils du peintre Edoardo Matania et neveu d'Alberto Della Valle, Fortunino Matania contribua entre autres au magazine britannique The Sphere.
Il est le père de l'actrice Clelia Matania.